# Вила Цакић
Вилу Цакић у Врањској Бањи подигао је учитељ Јован Цакић након изласка са робије на којој је био због убиства проте Александра како би осветио убиство српског проте Ташка. Цакић је пуштен из затвора 1908. године и по повратку из Београда за Куманово свратио је у Врањску Бању да се одмори. Наводно, Цакић је био одушевљен дрворедом младих садница, том авенијом дивљих кестена која се пружала од железничке станице до Бање. Решио је да купи плац и сагради вилу у којој би по изласку у пензију уживао са породицом. Међутим, пред сам крај Првог светског рата, Јован Цакић је погинуо у близини Солуна. Цакићева кћер Лепосава је била удата за Ђорђа Костића. Почетком Другог светског рата, због најезде Бугара Костићи су били приморани да напусте Бању. По завршетку рата су се вратили својој кући, вили Цакића у Бањи. Ту су становали све до 1948. године када их је нова комунистичка власт преко ноћи избацила. У кућу су се уселили комунисти - милиционери и војна лица. Касније су неки од њих то укњижили као своју имовину, продавали... Поднет је захтев за реституцију и још увек се чека повраћај имовине. 